# Сельское поселение «Село Попелёво»
Сельское поселение «Село Попелёво» — муниципальное образование в составе Козельского района Калужской области России.
Административный центр — село Попелёво.

## История
Статус и границы сельского поселения установлены Законом Калужской области № 7-ОЗ от 28 декабря 2004 года «Об установлении границ муниципальных образований, расположенных на территории административно-территориальных единиц „Бабынинский район“,
„Боровский район“, „Дзержинский район“, „Жиздринский район“, „Жуковский район“, „Износковский район“, „Козельский район“, „Малоярославецкий район“, „Мосальский район“, „Ферзиковский район“, „Хвастовичский район“, „Город Калуга“, „Город Обнинск“ и наделении их статусом городского поселения, сельского поселения, городского округа, муниципального района».

## Состав
В поселение входят 12 населённых пунктов:
- село Попелёво
- деревня Бильдино
- деревня Вербы
- деревня Верхние Прыски
- деревня Вязовая
- деревня Грива
- деревня Зелёные Воды
- деревня Новосёлки
- деревня Орлово Первое
- деревня Орлово Второе
- деревня Потросово
- деревня Хотенка

## Население
| 2010 | 2012 | 2013 | 2014 | 2015 | 2016 | 2017 |
| ---- | ---- | ---- | ---- | ---- | ---- | ---- |
| 886  | ↘866 | ↘834 | ↘815 | ↘795 | ↘772 | ↘745 |
| 2018 | 2019 | 2020 | 2021 |      |      |      |
| ↘731 | ↘725 | ↘721 | ↗787 |      |      |      |